# Bigelowina biminiensis
Bigelowina biminiensis är en kräftdjursart som först beskrevs av Bigelow 1893.  Bigelowina biminiensis ingår i släktet Bigelowina och familjen Nannosquillidae. Inga underarter finns listade i Catalogue of Life.